# Sierra de Laroco
La Sierra de Laroco (en portugués y en gallego, Serra do Larouco) es una sierra portuguesa localizada en el extremo norte del país, en la provincia de Trás-os-Montes, en el municipio de Montalegre, distrito de Vila Real. Su nombre deriva del nombre de dios celta Larauco,[cita requerida] el cual dio también nombre a la localidad española de Laroco.
Es la tercera mayor elevación del Portugal Continental, con 1535 metros de altitud; se sitúa en la frontera del distrito de Vila Real con Galicia (España). Esta sierra forma parte del sistema montañoso de la Peneda-Gerez.
Se presenta como una sierra que da forma a una gran meseta granítica de forma alargada, esta sierra constituye la prolongación de un acontecimiento morfológico que se extiende también por tierras de España. Presenta una orientación general de nordeste-suroeste y cerca de 10 km de largo, alcanzando los 1525 metros de altitud en su punto más elevado.
Esta gran masa granítica se distingue, en la vertiente poniente, por afloramientos de esquistos que dan origen a paredes abruptas donde aves rapaces como el águila de ala redonda ocupan el territorio. Esta sierra presenta una vegetación en altitud que es constituida principalmente por matorrales de brezo y genistas y, algunos pastos que se localizan junto a cursos de agua. En sus vertientes se localizan campos de cultivo y algunas manchas de bosque, constituida por ejemplares de Quercus robur y Quercus pyrenaica. El abedul, el pino silvestre y el castaño también son destacables, siendo la última una especie que da testimonio de la ocupación cultural de la sierra.
Es en esta sierra donde el río Cávado tiene su nacimiento. En este río y en otros cursos de agua que surcan las laderas de esta sierra la “galería ripícola” es el hábitat de muchas especies de fauna y flora propia del lugar. Bajo la protección dada por la vegetación típica de los cursos de agua, persisten mamíferos como el lobo, el zorro, el corzo y el jabalí, así como reptiles como el lagarto verdinegro, y el sapo partero.
Dada la gran importancia de la diversidad y de la fragilidad de los ecosistemas fue creado el biotopo CORINE que comprende la Sierra de Laroco y Alto Cávado, confiriendo un estatuto de protección especial a las especies que habitan este lugar.

## Ríos
En la Sierra de Laroco nacen los siguientes ríos:
- Cávado
- Salas